# Юнбэйский чжуанский язык
Юнбэйский чжуанский язык (Yongbei Zhuang) — разновидность чжуанского языка, на которой говорят в округах Бинъян, Вумин, Пинго, Хэнсянь, Юнсин Гуанси-Чжуанского автономного района Китая.